# Alfred Sisley

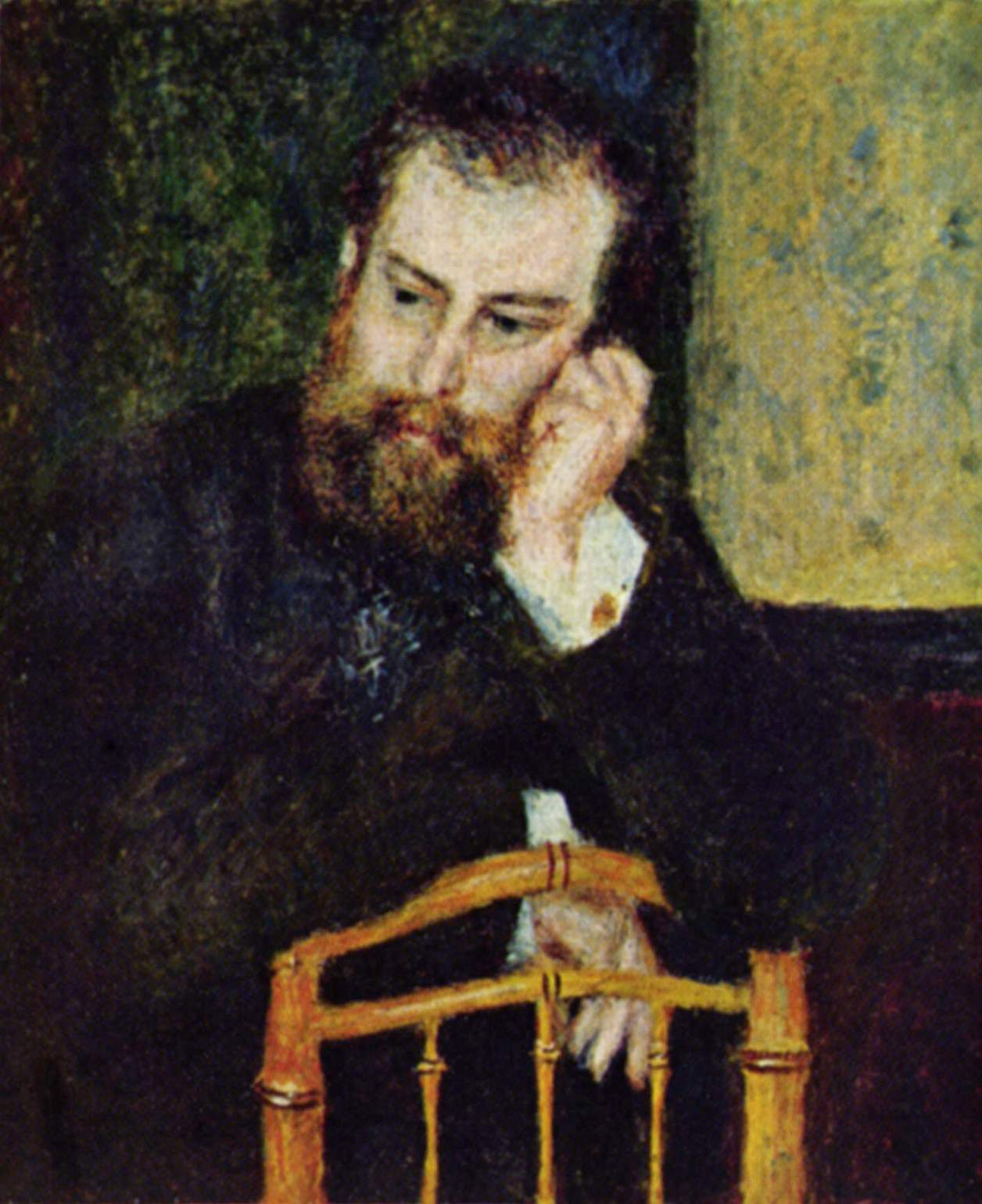
Portret van Sisley, door Renoir, 1874, Art Institute of Chicago

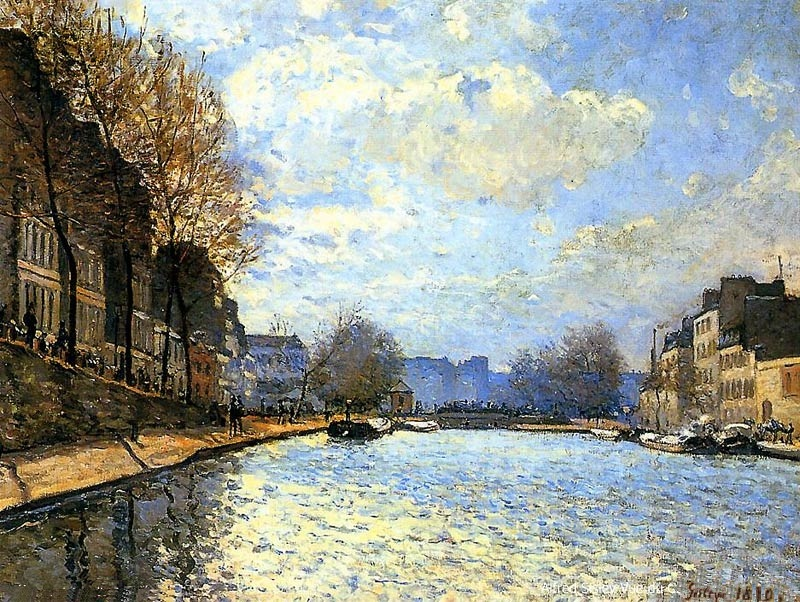
Zicht op het Canal Saint-Martin, 1870, Musée d'Orsay, Parijs

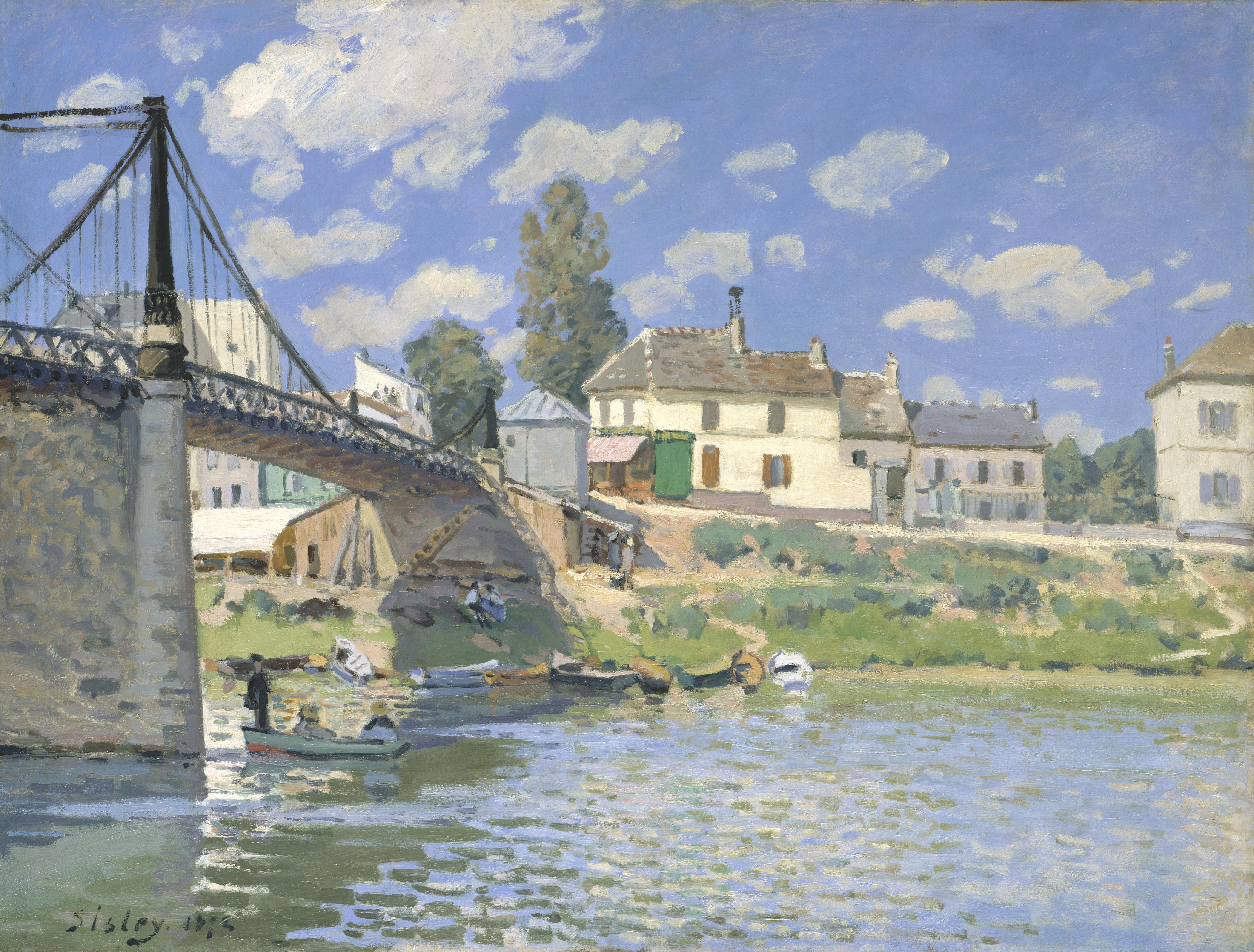
De brug in Villeneuve-la-Garenne, 1872, Metropolitan Museum of Art, New York

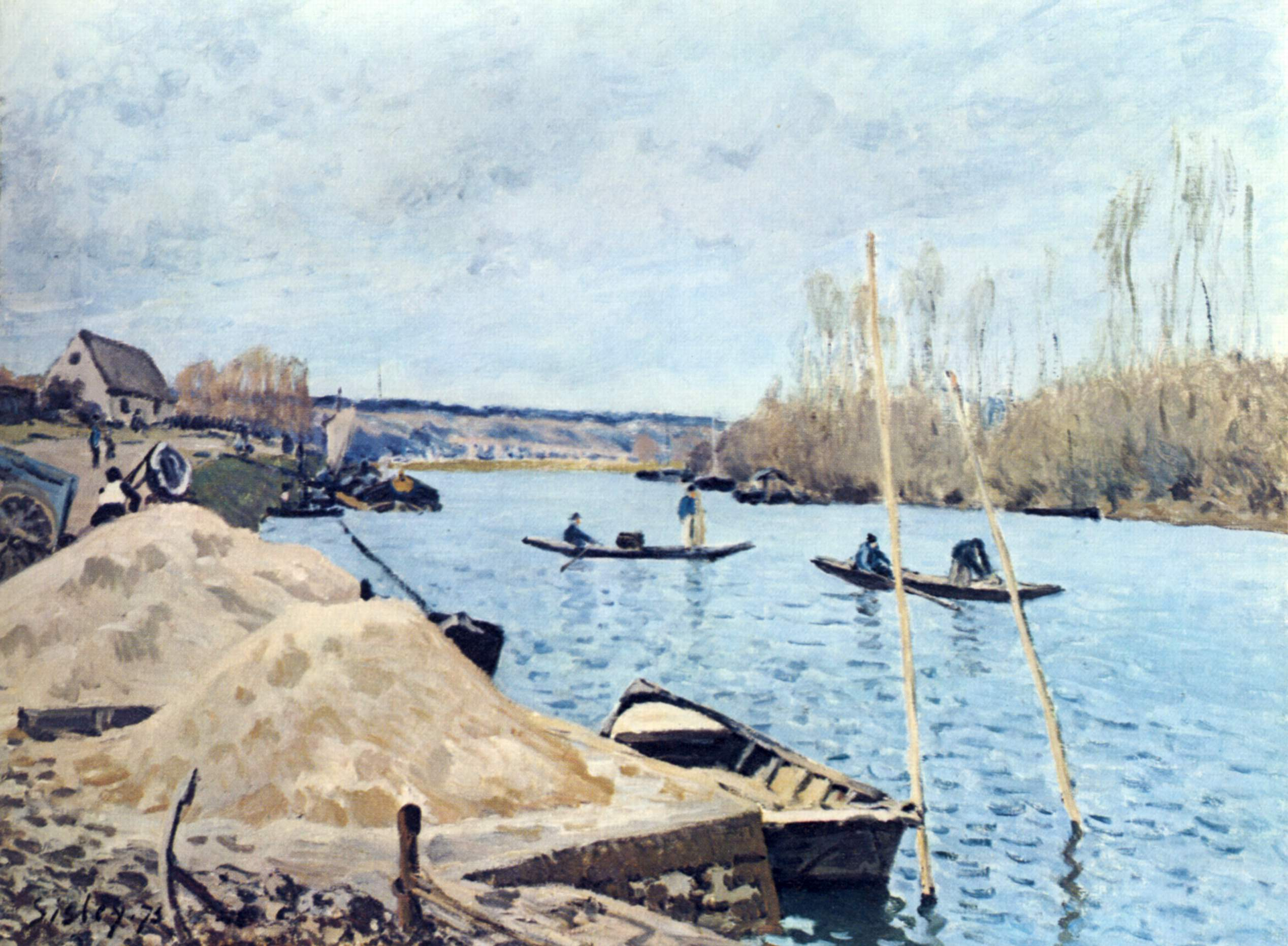
De Seine bij Port-Marly (Zandhopen), 1875, Art Institute of Chicago

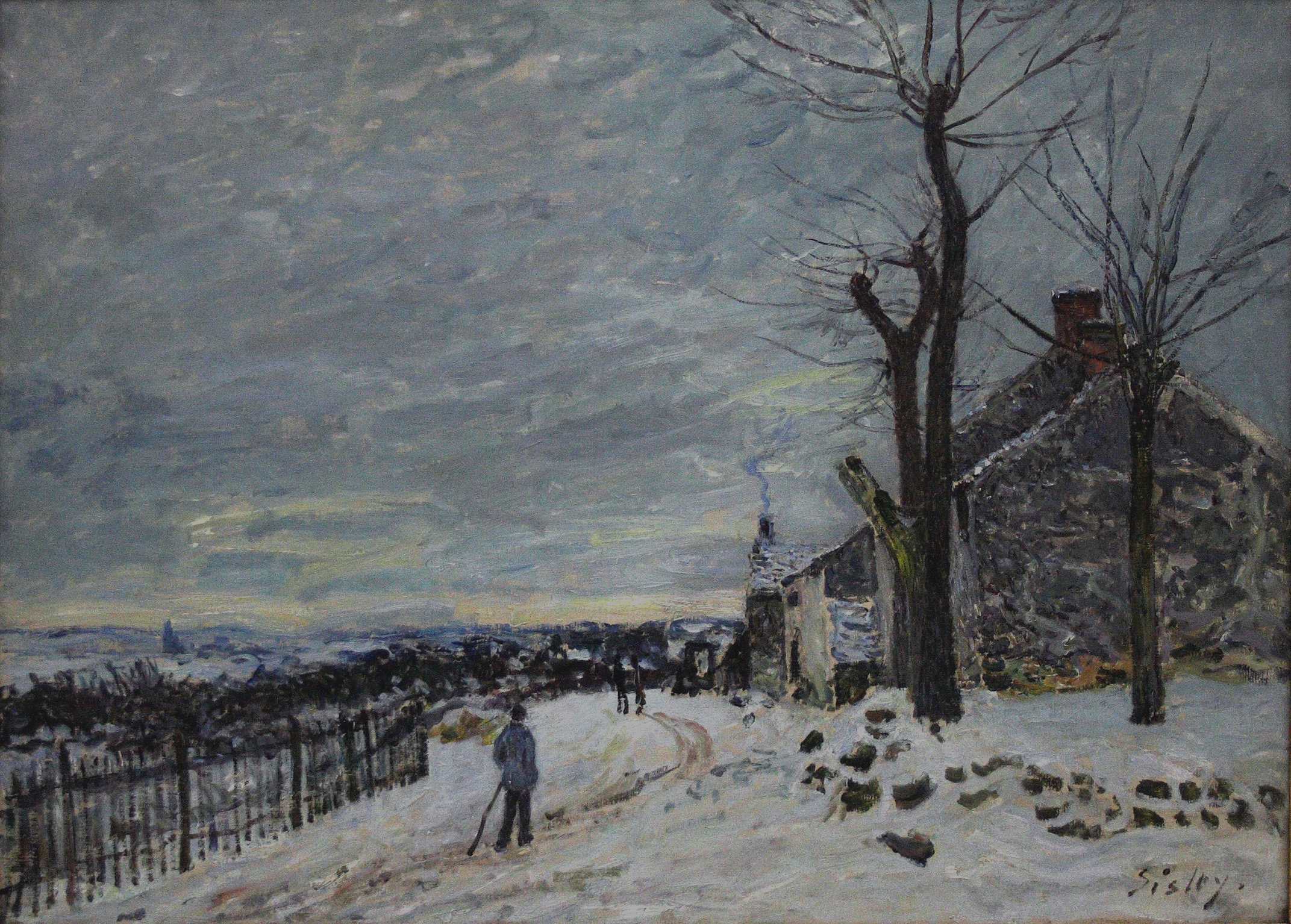
Sneeuwlandschap te Veneux-Nadon, 1880, Musée d'Orsay, Parijs

Alfred Sisley (Parijs, 30 oktober 1839 – Moret-sur-Loing, 29 januari 1899) was een Brits impressionistisch kunstschilder, die grotendeels in Frankrijk woonde en werkte.

## Levensloop
Sisley werd geboren in Parijs als kind van de daar wonende rijke Engelse zakenman William Sisley (1799 – 1879), die handel dreef met de zuidelijke Verenigde Staten. Na zijn schooltijd in Parijs werd Alfred in 1857 door zijn vader naar Londen gestuurd om zijn Engels te verbeteren en carrière te maken in het zakenleven. Hij bracht echter veel tijd door in musea, waar hij vooral het werk van Constable en Turner bestudeerde.
Sisley voelde zich niet aangetrokken tot de zakenwereld en keerde in 1862 terug naar Parijs om kunstschilder te worden. Zijn familie steunde hem hierin en stuurde hem naar de École des Beaux Arts. Hij studeerde daar bij de Zwitserse historieschilder Charles Gleyre, die ook latere grootheden als Claude Monet en Pierre-Auguste Renoir onder zijn hoede had. Gleyre was geliefd bij zijn leerlingen omdat hij schilderen in de open lucht (en plein air) en originaliteit aanmoedigde. Sisley bracht ook veel tijd door met schilderen in het bos van Fontainebleau en was een leerling van Camille Corot.
Gedurende de Frans-Pruisische Oorlog (1870-1871) woonde Sisley enige tijd in Londen. Zijn vader verloor al zijn geld als gevolg van deze oorlog, waardoor Sisley alleen van de verkoop van zijn schilderijen moest leven. In tegenstelling tot sommige andere impressionisten deed hij weinig aan zelfpromotie, waardoor hij pas in zijn laatste jaren enige erkenning kreeg en het grootste gedeelte van de rest van zijn leven in armoede doorbracht. In 1870 trouwde hij met Marie-Louise Adélaïde Eugénie Lescouezec (1834-1898), die hem een zoon (Pierre, 1867) en een dochter (Jeanne, 1869) schonk.
Sisley overleed op 59-jarige leeftijd aan keelkanker.

## Schilderstijl
Sisley staat bekend als een van de "puurste" impressionisten en deed mee aan de eerste impressionistische tentoonstelling in 1874 en die van 1876, 1877 en 1882. Hij produceerde circa 900 olieverfschilderijen, vrijwel allemaal landschappen. Sisley hield van het Franse platteland, waar hij zelf lang woonde, maar maakte ook enkele werken in Londen en in de omgeving van Cardiff.
Sisleys landschappen, waarin mensen meestal afwezig zijn en die een serene sfeer hebben, worden vaak gedomineerd door de lucht, die hem fascineerde. Opvallend is ook zijn voorliefde voor sneeuw. In een brief aan een vriend schreef hij: "Elk schilderij toont een plek waarop de schilder verliefd is geworden."

## Musea
De werken van Alfred Sisley zijn in diverse musea, onder andere in:
- National Gallery in Londen
- Hermitage in Sint-Petersburg
- Louvre in Parijs
- Musée d'Orsay in Parijs
- Museum of Fine Arts in Houston
- Neue Pinakothek in München
- Rijksmuseum Twenthe in Enschede
- Museum Boijmans Van Beuningen in Rotterdam
- Musée des Beaux-Arts in Rouen
- Koninklijke Musea voor Schone Kunst van België in Brussel

## Werken (selectie)
- Laan met kastanjebomen in La Celle-Saint-Cloud, 1865
- Zicht op het kanaal Saint-Martin, 1870
- De brug in Villeneuve-la-Garenne, 1872
- Gezicht op Louveciennes in de herfst, 1872
- De Seine bij Port-Marly (Zandhopen), 1875
- De overstroming bij Port-Marly, 1876

- Bibsys: 90641036
- Biblioteca Nacional de España: XX926141
- Bibliothèque nationale de France: cb11941978b (data)
- CiNii: DA02258350
- Gemeinsame Normdatei: 118614762
- International Standard Name Identifier: 0000 0001 0884 6332
- KulturNav: 444de2a5-43e6-47fd-aefa-5ae295e85ebe
- Library of Congress Control Number: n79102762
- Nationale Bibliotheek van Letland: 000318851
- Bibliotheek van het Japanse parlement: 00456732
- National Gallery of Victoria: 1240
- Nationale Bibliotheek van Tsjechië: jn19990008000
- Nationale bibliotheek van Australië: 35502761
- Nationale Bibliotheek van Israël: 987007268249905171
- Nationale Bibliotheek van Polen: a0000001103191
- Nationale en Universitaire bibliotheek Zagreb: 000185689
- Nederlandse Thesaurus van Auteursnamen: 071287922
- Réseau des bibliothèques de Suisse occidentale: 02-A003835818
- RKD-Nederlands Instituut voor Kunstgeschiedenis: 72857
- LIBRIS: 278370
- SNAC: w6891ct3
- Système universitaire de documentation: 027361225
- Trove: 976563
- Union List of Artist Names: 500027485
- Virtual International Authority File: 32004750
- WorldCat: E39PBJkhHywY4TDqxHqYKbfyVC